# Zoina
Zoina – wieś w Rumunii, w okręgu Caraș-Severin, w gminie Cornereva. W 2011 roku liczyła 59 mieszkańców. 